# Valcha (Pilzno)
Valcha – część ustawowego miasta Pilzna, położona w jego południowej części. Leży na terenie gminy katastralnej Pilzno 3.